# Phalacrocarpum victoriae
Phalacrocarpum victoriae là một loài thực vật có hoa trong họ Cúc. Loài này được Sennen & Elias miêu tả khoa học đầu tiên năm 1928.